# Fedro de Atenas
Fedro, (en griego antiguo: Φαῖδρος Πυθοκλέους Μυῤῥινούσιος, romanizado: Phaĩdros Puthokléous Murrhinoúsios; c. 444 - 393 a. C.) del demo de Mirrinunte fue un aristócrata de la Antigua Atenas que perteneció al círculo íntimo del filósofo Sócrates. Fue acusado de la profanación de los Misterios de Eleusis en el año 415 a. C. durante la guerra del Peloponeso, por lo que tuvo que huir de Atenas.
Se le recuerda sobre todo por su descripción en los diálogos de Platón. Su papel filosóficamente erótico en su diálogo homónimo y en el El banquete inspiró a autores posteriores, desde el cómico griego Alexis de Turios, Está presente en los discursos que se pronuncian en el Protágoras de Platón hasta filósofos contemporáneos como Robert M. Pirsig y Martha Nussbaum.

## Vida

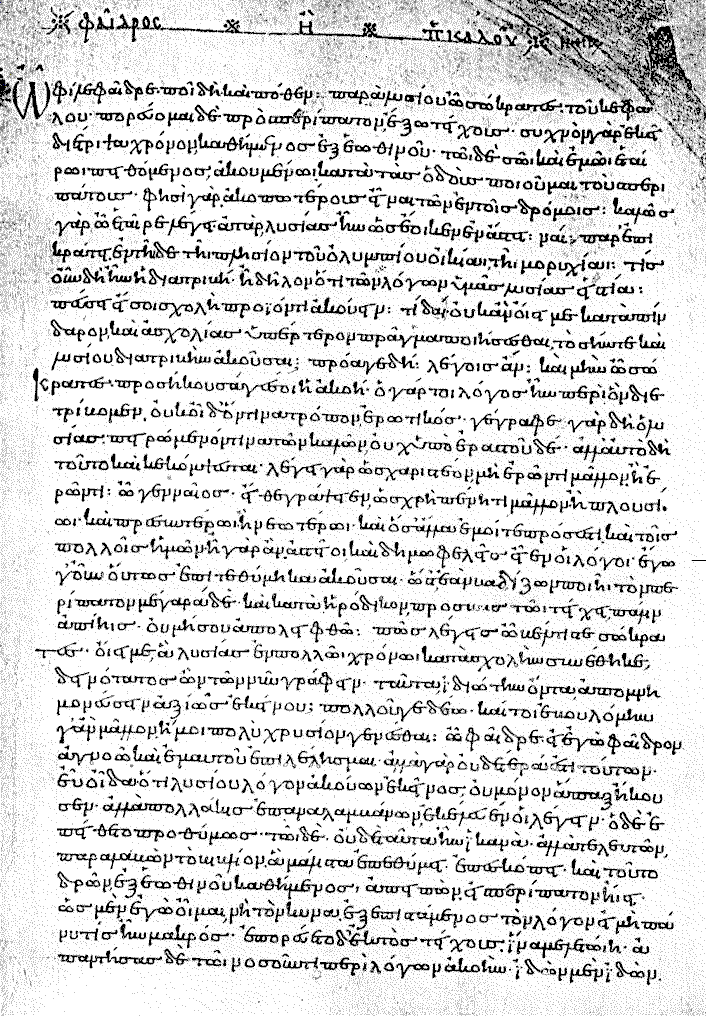
El Fedro de Platón, en el original griego del manuscrito Codex Clarkianus.

Fedro, cuyo nombre se traduce como «brillante» o «radiante», en concreto como se podría mostrar la luz sobre algo, «revelar» en su etimología más antigua, nació en el seno de una familia acomodada a mediados del siglo V a. C., y era primo hermano Demos el hermanastro de Platón. Todas las fuentes lo recuerdan como un joven especialmente atractivo. Su descripción en los escritos de Platón ha llevado a los estudiosos a suponer que no tenía un sistema filosófico propio, a pesar de su interés por movimientos contemporáneos como la retórica, la tragedia y la sofística. Está presente en los discursos pronunciados en Protagoras de Platón, cuya fecha es 433/432 a. C., sugiere que Fedro participó desde joven en destacados círculos intelectuales atenienses; el diálogo también señala su temprano interés por la astronomía y su larga amistad con el médico Erixímaco. La fecha del 416 a. C. de El banquete sugiere su estrecha relación con Sócrates en esta época. Otros detalles de los escritos de Platón apuntan al interés de Fedro por la mitología y las ciencias naturales.
Sobre los misterios, un discurso de Andócides, nombra a Fedro como uno de los individuos acusados por la ciudad de Atenas, a instancias del meteco Teucro, en la profanación de los misterios eleusinos, un importante acontecimiento doméstico que precedió a la calamitosa expedición a Sicilia en 415 a. C. Registros inscritos de los bienes confiscados a los profanadores de los misterios  y un discurso de Lisias  dan testimonio de su papel en este suceso. Fedro huyó de Atenas en ese momento junto con los demás acusados, perdiendo en el proceso sus riquezas y propiedades. Algunos eruditos habían interpretado anteriormente que Andócides nombraba a Fedro en su lista de mutiladores de los hermas (véase, hermocópidas), un escándalo ateniense contemporáneo, pero esto es generalmente descartado dentro de la corriente académica actual.
Fedro se casó con su prima hermana, de nombre Febe, hacia 404 a. C. Tras su temprana muerte en 393 a. C., su esposa se volvió a casar con Aristófanes, hijo de Nicófemo.

## Representación en la literatura e influencia
En su diálogo platónico epónimo, Fedro recita un discurso atribuido a Lisias, mientras que recurre a varios mitos clásicos para construir un relato trágico de Eros en El banquete. Su personaje en Platón, junto con las implicaciones nefastas de su inminente exilio, ha ejercido durante mucho tiempo influencia en la literatura y la filosofía. Entre los antiguos, la obra cómica Fedro, de Alexis de Turios, de mediados del siglo IV a. C., representa a un hombre que filosofa sobre la naturaleza de Eros, mientras que Diógenes Laercio supone que Fedro es el individuo favorito de Platón.
Estudiosos modernos como Nussbaum y John Sallis han interpretado su personaje como una encarnación de la fecundidad y la tragedia potencial del erotismo filosófico.